# اللهه
اللهه (به لاتین: Allahé) یک منطقهٔ مسکونی در بنین است که در استان زو واقع شده‌است.

## خصوصیات
اللهه ۶٬۹۰۳ نفر جمعیت دارد.